# Adriaan Mesdagh
Adriaan Mesdagh (Veurne, ca. 1570 - Brugge, 5 december 1630) was een Zuid-Nederlands cisterciënzer en godgeleerde.

## Levensloop
Mesdagh werd rooms-katholiek priester en cisterciënzer in de abdij Ter Duinen in Brugge. Hij werd onderprior in deze abdij en docent godgeleerdheid.
Zijn werken dicteerde hij hoofdzakelijk aan zijn leerling Carolus de Visch, die de welsprekendheid en de historische en theologische kennis van zijn meester prees. De manuscripten worden in de bibliotheek van het Grootseminarie (vroeger abdij van de Duinen) bewaard.

## Publicaties
- De sacramentis in genere et specie
- De internis actibus religionis, devotione et oratione prasertim horis cano nicis.
- Kroniek van de Abdij van de Duinen door Henriquez, bevat de werken van Mesdagh.